# Leonard Allen Payne
Leonard Allen Payne (ur. 15 lipca 1894 w Eswatini, zm. 8 lutego 1919 w Kolonii) – południowoafrykański as myśliwski okresu I wojny światowej. Odniósł 11 zwycięstw powietrznych. Wszystkie na samolotach Bristol F.2 Fighter.
Służbę w RFC rozpoczął po zakończeniu szkolenia z pilotażu od 1 lutego 1917 roku. Pierwsze zwycięstwo powietrzne odniósł 29 października 1917 w okolicach Dixmude nad niemieckim samolotem Pfalz D.III. 8 marca odniósł podwójne zwycięstwo powietrzne nad samolotami Albatros D.V w okolicach Mont d'Origny.
W maju 1918 roku Payne został mianowany dowódcą eskadry (flight commander). 4 listopada odniósł ostatnie jedenaste zwycięstwo powietrzne nad samolotem Fokker D.VII.
Po zakończeniu wojny Payne pozostał na terenie Niemiec w siłach okupacyjnych. Zginął w wypadku lotniczym 18 lutego 1919 roku w Kolonii.